# 陳周全
陳周全（？—1795年），又名陳周，原籍福建泉州府同安縣，清朝人物，於18世紀末於臺灣府鳳山縣發動民變。

## 生平
陳周全為1790年代在台灣天地會的首領。1792年，前往福建同安起事，事敗之後，連同殘餘兵力返回台灣府。同年，陳周全偕同陳光愛等天地會人員攻擊鳳山縣署，再敗後則逃離鳳山，藏匿於彰化。
1795年2月左右，因為林爽文事件方被平定，通貨膨脹，加上中國本土來的商賈持續搜購米糧，致使彰化一帶米價飛漲。不久，彰化地區發生搶糧動亂，雖官府派兵平定，但仍未能平定民怨。
同年三月，陳周全結合三千餘人趁機起事。3月10日，主要成員為天地會會員的該武裝部隊攻佔鹿港，殺死駐守鹿港的清軍水師游擊曾紹龍、鹿港同知朱慧昌。3月13日，陳周全圍攻八卦山及彰化城，並於兩日後攻下彰化縣城，清軍北路副將張無咎、署理知縣朱瀾、游擊陳大恩、典史費增運、千總郭雲秀、吳建龍均陣亡。彰化城破時，汀州府同知沈颺召集貢生吳升東、廩生楊應選等人，召募鄉民攻擊陳周全軍隊。不過該部隊之後的南下攻打斗六，並沒有獲得勝利。
3月18日臺灣道楊廷理帶兵前往斗六，順利解除斗六的圍城危機，隨後楊廷理攻下彰化縣城與鹿港兩地。陳周全亦在這場戰役中被俘，不久即遭清朝當地凌遲，以「俾亂民觸目警心」。
當年漳州籍的林爽文起事，泉州人多半協助清軍。而陳周全抗清時，反抗軍主要是泉州籍，而漳州籍則協助清軍鎮壓。